# Breite Straße 37 (Quedlinburg)

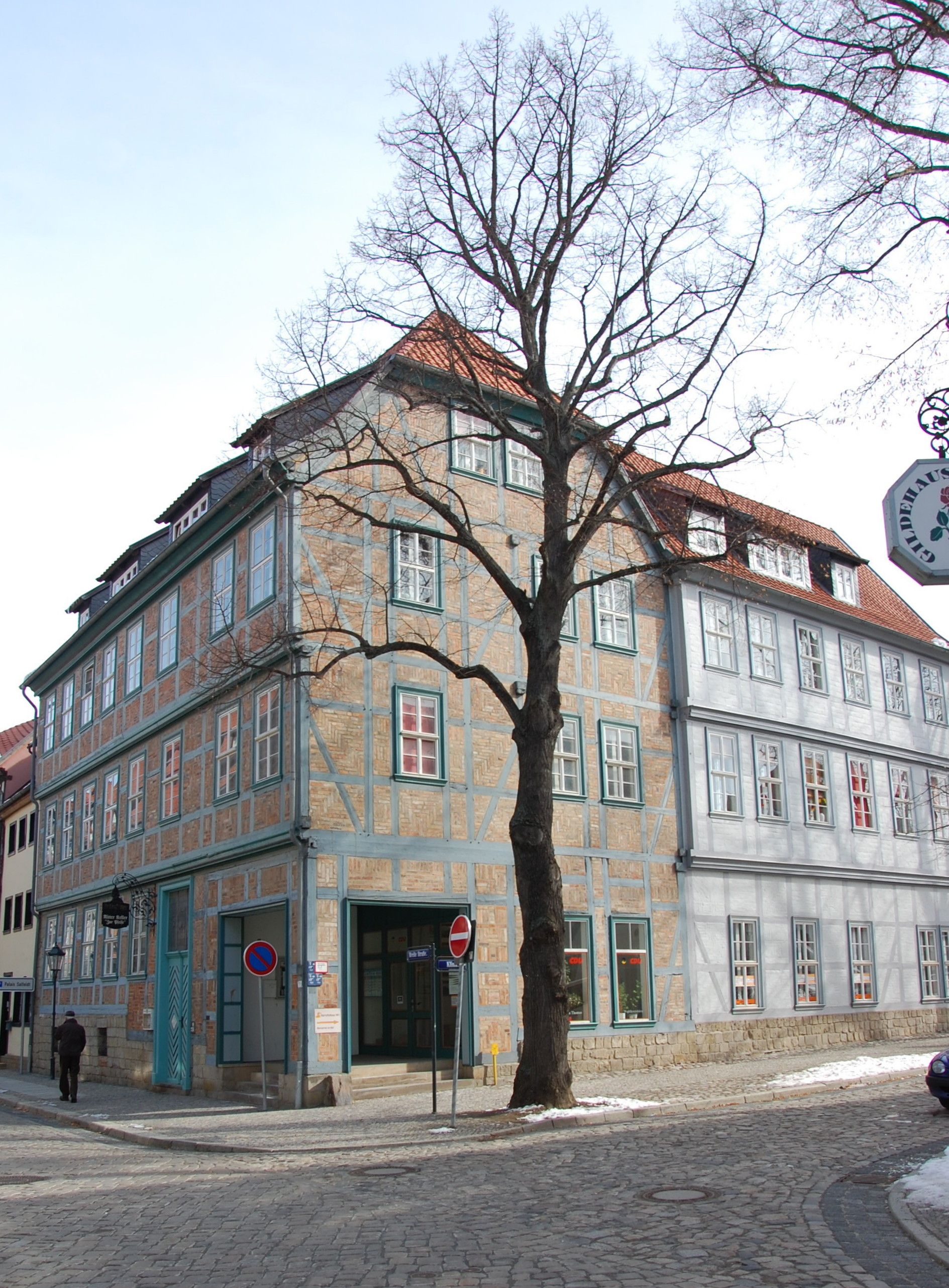
Haus Breite Straße 37, links Breite Straße, rechts Klink

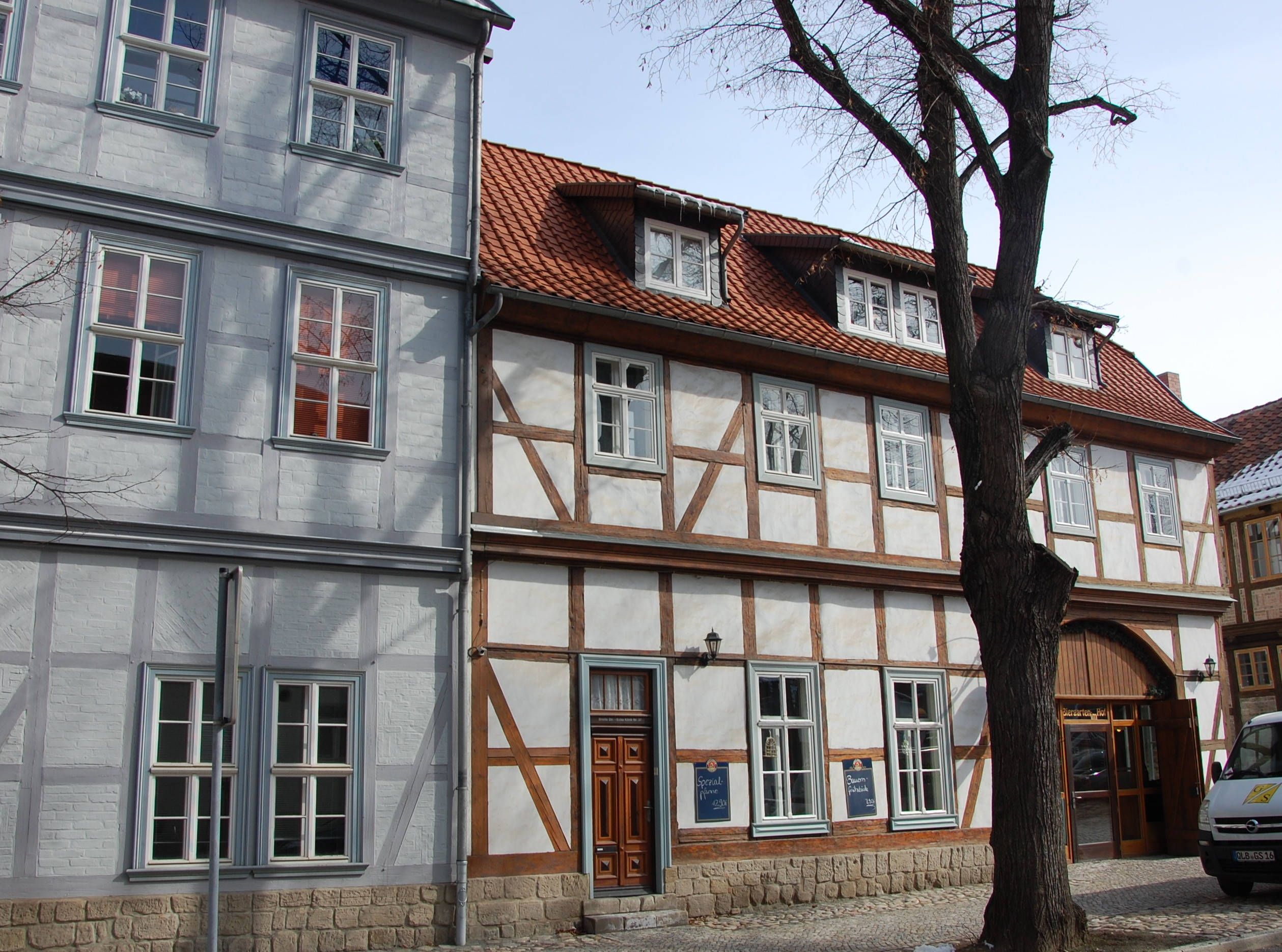
Seitenflügel am Klink

Das Haus Breite Straße 37 ist ein denkmalgeschütztes Gebäude in der Stadt Quedlinburg in Sachsen-Anhalt.

## Lage
Es befindet sich nordöstlich des Marktplatzes der Stadt an der Einmündung der Straße Klink auf die Breite Straße und gehört zum UNESCO-Weltkulturerbe. Im Quedlinburger Denkmalverzeichnis ist es als Kaufmannshof eingetragen.

## Architektur und Geschichte
Das dreigeschossige Fachwerkhaus entstand in der Zeit um 1760. Die Gefache des in spätbarocker Gestaltung errichteten Gebäudes sind mit aufwendigen Zierausmauerungen versehen. Darüber hinaus bestehen Gesimsbohlen. Haustür und Treppe des Hauses stammen ebenfalls aus dem Barock.
Zum Anwesen gehören zwei aneinander angrenzende Seitenflügel, die sich nach Osten entlang der Straße Klink ziehen.